# Hyperuricémie

L'hyperuricémie désigne un taux excessif d'acide urique dans le sérum sanguin. L'uricémie se complique inconstamment de goutte et de lithiases rénales.

## Seuil d'hyperuricémie
La notion d'hyperuricémie est floue : en effet, on peut difficilement fixer une valeur seuil universelle au-delà de laquelle la situation est dangereuse. Si l'on considère la solubilité de l'ion urate dans une solution sodée ayant la même teneur en sodium que le plasma sanguin, on trouve la valeur de 420 µmol/l soit 70 mg/l. Les valeurs varient selon les ouvrages :
- 460 µmol/l (77 mg/l) chez l'homme et 360 µmol/l (60 mg/l) chez la femme[2]
- 440 µmol/l (74 mg/l) chez l'homme et 350 µmol/l (58 mg/l) chez la femme[3]
- 420 µmol/l (70 mg/l) sans distinction de sexe[1]
- 380 µmol/l (64 mg/l) sans distinction de sexe[4]